# 12714 Alkimos
12714 Alkimos este o planetă minoră (asteroid), cu un diametru de 47,819 km, din Asteroid troian al lui Jupiter. A fost descoperită pe 15 aprilie 1991 la Observatorul Palomar de Carolyn S. Shoemaker și a fost numită după Alcimus⁠(d). 
Obiectul prezintă o orbită caracterizată de o semiaxă mare de 5,2328517 UAi, o excentricitate de 0,037, o înclinație de 9,50668 ° în raport cu ecliptica.